# Točka (geometrija)
Točka je u geometriji najmanji objekt kojem se može odrediti samo položaj, a drugih izmjera nema, tj. dimenzije duljina, površina i obujam točke su jednaki nuli. Smatra se najosnovnijim dijelom bilo koje dimenzije te se ne može podijeliti na jednostavnije dijelove.

## Točke u Euklidskoj geometriji
U Euklidskoj geometriji točke se smatraju najosnovnijim dijelom prostora. U ravnini točka je definirana uređenim parom brojeva gdje prvi predstavlja udaljenost točke od {\displaystyle y}-osi, a drugi udaljenost točke od {\displaystyle x}-osi. Poopćenjem točka je definirana {\displaystyle n}-torkom od {\displaystyle n} elemenata gdje je n dimenzija prostora u kojemu se nalazi točka. Tako je točka u trodimenzionalnom prostoru definirana uređenom trojkom {\displaystyle (x,y,z)} gdje {\displaystyle x}, {\displaystyle y} i {\displaystyle z} označavaju redom širinu, visinu i dubinu.
Pravac je beskonačan skup točaka oblika {\displaystyle {L=\lbrace (a_{1},a_{2},...a_{n})|a_{1}c_{1}+a_{2}c_{2}+\ldots +a_{n}c_{n}=d\rbrace }} gdje su {\displaystyle c_{1},c_{2},\ldots ,c_{n}} i d konstante, a n je dimenzija prostora.